# Roger Decottignies
Roger Decottignies, né le 11 avril 1923 à Fourmies (Nord) et mort le 10 avril 2005 à Chambéry, est un juriste français, spécialisé dans le droit privé. Fondateur de la faculté de droit de Dakar, il participe à la rédaction du code civil du Sénégal, puis à la création de l'université de Savoie. 

## Gendarme et juriste
Né le 11 avril 1923 à Fourmies (Nord), Roger Decottignies était issu d’une famille boulonnaise. Après des études au collège de Saint-Omer, il s’inscrit en pleine guerre mondiale à la faculté de droit de Lille et suit les cours par correspondance, en raison des entraves pour se déplacer entre Boulogne et Lille. En 1943, à vingt ans, Roger Decottignies obtient sa licence. Il entre dans la gendarmerie, et en démissionne deux ans plus tard avec le grade d’aspirant. Il reprend alors ses études de droit. Le jeune homme obtient un doctorat avec la mention très bien et un prix, et sa thèse est publiée en 1950. L’année suivante, il est reçu à l’agrégation de droit privé.

## Le fondateur de la faculté de droit de Dakar
En 1956, il part pour le Sénégal où il enseigne à l’école de droit de Dakar. « Il a mis en place les études juridiques au Sénégal » expliquait Louis Terraux, président de l’Académie de Savoie, où Roger Decottignies avait été admis en 1996. Élu doyen de la faculté de droit de Dakar en 1958, à 35 ans, le Nordiste y a sans doute croisé un jeune chargé de cours de droit, Abdoulaye Wade, futur président du Sénégal. Spécialiste reconnu du droit africain, auteur de nombreux articles, il est l’un des rédacteurs du droit civil sénégalais.

## L'un des fondateurs de l'université de Savoie
Huit ans après l’indépendance du Sénégal obtenue en 1960, Roger Decottignies quitte le pays du golfe de l’Afrique. « Il a eu l’impression qu’il était chassé, que les Sénégalais ne voulaient plus des Français là-bas. [Le président Léopold Sédar] Senghor a exigé le départ des enseignants. » Roger Decottignies exerce alors à Grenoble et se fixe à Saint-Baldoph, près de Chambéry. Et en décembre 1970, il est élu président de l'université de Savoie, alors une antenne de l’université de Grenoble. « C’est lui qui a donné l’impulsion à la future université de Savoie », inaugurée en 1979. « Decottignies a pris son bâton de pèlerin pour convaincre les jeunes Anneciens de s’inscrire en Savoie » poursuit Louis Terreaux, alors doyen de la faculté lettres-sciences sociales, qui englobait le droit. L’idée de faire une université commune aux deux départements savoyards ne s’était pas imposée facilement. Entre 1981 et 1988, Roger Decottignies a été le vice-président aux affaires générales et pédagogiques. Il est aussi le fondateur de l’ASERJES (association savoyarde pour les études et la recherche en matière économique, juridique et sociale) qui relie enseignants, étudiants et juristes. Mais parti à la retraite en 1991, il n’a pas enseigné à la faculté de droit créée en 1994.
Il est élu en 1995 à l'Académie des sciences, belles-lettres et arts de Savoie, avec pour titre académique titulaire effectif résident.

## Un juriste reconnu
« C’était un homme de caractère. Il avait le don du commandement. Il parlait admirablement avec une grande facilité. Il en imposait, c’était un fonceur » se souvient Louis Terreaux. « C’était un homme entier, qui ne revenait pas facilement sur ses décisions, mais d’une rigueur intellectuelle et morale parfaite. »
« Un homme très affable, d’une intelligence supérieure, d’un dynamisme époustouflant. Un caractère bien trempé, mais sans rancune » rappelle Jean-Charles Detharré, président de l’ASERJES. « Il a toujours été à l’écoute des autres, ouvert sur le monde, très humaniste » souligne Fabrice Gauvin, doyen de la Faculté de droit et d’économie de l’Université de Savoie. « Toute la faculté lui rend un très grand hommage. Sans lui, nous ne serions pas là. » 
Il était membre de l'Académie de Savoie et doyen honoraire de la faculté de droit de Dakar.
En 2003, des Mélanges lui avaient été offerts en son honneur : un livre-hommage, regroupant des contributions et des articles de recherches écrits par ses collègues et amis enseignants-chercheurs. Il avait été très ému par son geste. Roger Decottignies est mort le 10 avril 2005.
Depuis 2006, le grand amphithéâtre de la présidence de l’université de Savoie (devenue l’université Savoie-Mont-Blanc en 2015), située à Chambéry, porte son nom.

## Œuvres
- Mélanges en l'honneur du doyen Roger Decottignies, dirigé par Philippe Brun, Presses universitaires de Grenoble, 2003[4]

### Sources
- Nécrologie du Dauphiné libéré, par Pierre Caille, le vendredi 5 avril 2005, page 4.